# Segunda Batalha de Gaza
A Segunda Batalha de Gaza teve lugar entre 17 e 19 de Abril de 1917, no seguimento da derrota da Força Expedicionária Egípcia  (EEF, em inglês) na Primeira Batalha de Gaza em Março, durante a Campanha do Sinai e Palestina da  Primeira Guerra Mundial. A cidade de Gaza encontrava-se defendida por uma guarnição entrincheirada do  Exército Otomano, que tinha sido fortemente reforçada após a primeira batalha. A defesa da cidade era feita por uma forte linha de redutos que se estendiam para leste ao longo da estrada de Gaza até Bersebá. Os defensores foram atacados por três divisões de infantaria da Força Oriental, apoiadas por duas divisões montadas, mas a forças dos otomanos, tal como o facto de se encontrarem entrincheirados e apoiados por artilharia, dizimou os britânicos.
Depois das vitórias da EEF nas batalhas de Romani, Magdhaba e Rafa, ocorridas entre Agosto de 1916 e Janeiro de 1917, a EEF tinha forçado o derrotado Exército Otomano a retirar para leste. A EEF reocupou o território egípcio do Sinai, e atravessou-o até chegar à região do sul da Palestina, do Império otomano. No entanto, o resultado da Primeira Batalha de Gaza foi um fracasso para o Império Britânico. Nas três semanas que separaram as duas batalhas, as defesas de Gaza foram fortemente reforçadas contra um possível ataque frontal. As fortes trincheira e fortificações mostraram-se inatacáveis durante os desastrosos ataques frontais da EEF.